# Валерий Харламов. Дополнительное время
«Вале́рий Харла́мов. Дополни́тельное вре́мя» — российский художественный фильм 2007 года режиссёра Юрия Стааля (Королёва) производства кинокомпании «Эдельвейс-фильм». Фильм рассказывает о жизни, профессиональной карьере и последнем дне жизни советского хоккеиста Валерия Харламова.

## Сюжет
Сюжет кинокартины — эпизоды детства, спортивной жизни, отношений с родными и друзьями Валерия Харламова.
Последняя поездка в машине Валерия Харламова с женой Ириной, которая завершится катастрофой. Последний разговор, когда перед их глазами за короткий отрезок времени проходит их жизнь, дорогие им люди: поездка Харламова в Испанию в 8-летнем возрасте, диагноз врачей и запрет на любую физическую активность, первые шаги в хоккее втайне от матери, яркий сезон в команде чебаркульской «Звезды», долгожданное возвращение в Москву в команду ЦСКА и рождение знаменитой тройки Михайлов — Петров — Харламов, эпизоды юношеской жизни, суперсерия с канадцами 1972 года, встреча своей любви, авария и трудный путь восстановления, рождение детей, победы и поражения в спорте.
По словам сценариста Владимира Неклюдова, заканчивать полуторачасовой фильм-поездку катастрофой не хотели, и изначально сценаристы придумали альтернативную концовку жизни Харламова: по ней он, закончив играть, переезжает в Испанию — на родину матери, — где создаёт хоккейную команду, и в финале картины уже в наше время идёт хоккейный матч Россия — Испания. Но в итоге финал сделали открытым, при котором каждый зритель волен делать свои выводы.

## В ролях
| Актёр              | Роль                         |
| ------------------ | ---------------------------- |
| Алексей Чадов      | Валерий Харламов             |
| Ольга Красько      | Ирина, жена Валерия          |
| Дмитрий Харатьян   | Борис Харламов, отец Валерия |
| Наталья Чернявская | Бегония, мать Валерия        |
| Владимир Стержаков | Анатолий Тарасов             |
| Кирилл Кяро        | Борис Михайлов               |
| Дмитрий Аросьев    | Владислав Третьяк            |
| Владимир Кузнецов  | Виктор Васильевич Тихонов    |
| Сергей Жарков      | Владимир Петров              |
| Александр Казаков  | дядя Миша                    |
| Марина Иванова     | тёща                         |
| Галя Пичугина      | Татьяна, сестра Валерия      |

## Съёмочная группа
Консультантом и продюсером фильма выступил Владимир Петров — партнёр Харламова по армейской тройке нападения. До этого, в 2002 году, Петров выступил также продюсером документального фильма «Ледовая коррида Валерия Харламова», завоевавшего премию ТЭФИ. Новый фильм он снял с начинающим режиссёром Юрием Королёвым, который сам в детстве играл в хоккей, а затем выступал в московской любительской хоккейной лиге.
Киноактёр Дмитрий Харатьян в интервью «Пражскому телеграфу» рассказал, что в детстве его кумирами были Вячеслав Старшинов и Харламов, поэтому, когда режиссёр Юрий Королёв дал ему почитать сценарий, Харатьян «вцепился» в возможность сыграть в этом фильме. В качестве исполнителя роли Харламова именно Харатьян рекомендовал Алексея Чадова.

## Критика
Рецензент газеты «Известия» Вита Рамм с похвалой отзывается о подборе актёров и их сходстве с персонажами ленты — Харламовым, Валерием Васильевым, Владиславом Третьяком, Борисом Михайловым и самим Владимиром Петровым, а также о ярком образе тренера Анатолия Тарасова в исполнении Владимира Стержакова. Финал картины, показывающий не гибель главного героя, а застолье с участием его друзей, семьи и прощённого им тренера Виктора Тихонова, рецензент называет «единственно правильным».
В то же время сын Валерия Харламова Александр, в этот же период работавший над биографической лентой со студией Никиты Михалкова «ТриТэ» (фильм вышел на экраны в 2013 году под названием «Легенда № 17»), выступил с резкой критикой «Дополнительного времени» и намекнул, что ему следовало бы обратиться в суд с иском об оскорблении чести и достоинства. По словам Александра Харламова, в фильме, который он называет «ширпотребом», очень слабая режиссёрская работа и никудышный сценарий. Бравшая у А. Харламова интервью «Комсомольской правды» Лидия Павленко-Бахтина разделяет его позицию, заявляя об отсутствии художественного вкуса у создателей и критически отзываясь об актёрской игре (по её словам, актёры «просто проговаривали текст так, будто монотонно прочитывали то, что перед ними на телесуфлерах высвечивается»). Однако после выхода на экран собравшей многочисленные российские кинопремии «Легенды № 17» критик-театровед Ольга Шкарпеткина, рассматривая оба фильма в совокупности, подчёркивает как раз преимущества ленты 2008 года. Шкарпеткина, определяя жанр фильма Королёва как поэму или даже притчу, указывает на психологичность «Дополнительного времени», его поэтическую метафоричность и то, как авторы сумели «снять легендарность» с главного героя и показать его обычным человеком со своими трудностями. Критик также подчёркивает наличие «аромата эпохи» в более раннем фильме в противовес новому («Потому что нелепо за „аромат эпохи“ выдавать идеологические „баталии“ между политической „верхушкой“ и тренерским составом в „Легенде № 17“»).

## Награды и номинации
- 6-й Международный фестиваль спортивных фильмов «Красногорский», г. Москва, апрель 2008: приз в номинации «Лучший дебют»
- Международный фестиваль спортивного кино «Золотой шлем», г. Казань, апрель 2008: приз в номинации «Лучший художественный фильм»
- Международный телекинофорум «Вместе», г. Ялта, сентябрь 2008: приз в номинации «Лучшая роль второго плана» (Владимир Стержаков, тренер А. Тарасов)
- Международный фестиваль спортивных фильмов «Атлант», г. Липецк, октябрь 2008: приз в номинации «Лучший художественный фильм»
- Всероссийский кинофестиваль для подростков и молодёжи «…Надцатилетние», г. Москва, ноябрь 2008: Приз в номинации «Лучшая детская роль» (Алексей Хаустов, В. Харламов в детстве)
- Международный телекинофорум «Вместе», г. Ялта, сентябрь 2008: номинант в номинации «Продюсер, автор»
- ТЭФИ, 2009: номинант в категории «Режиссёр телевизионного художественного фильма/сериала»[6]